# 波法德爾 (北開普省)

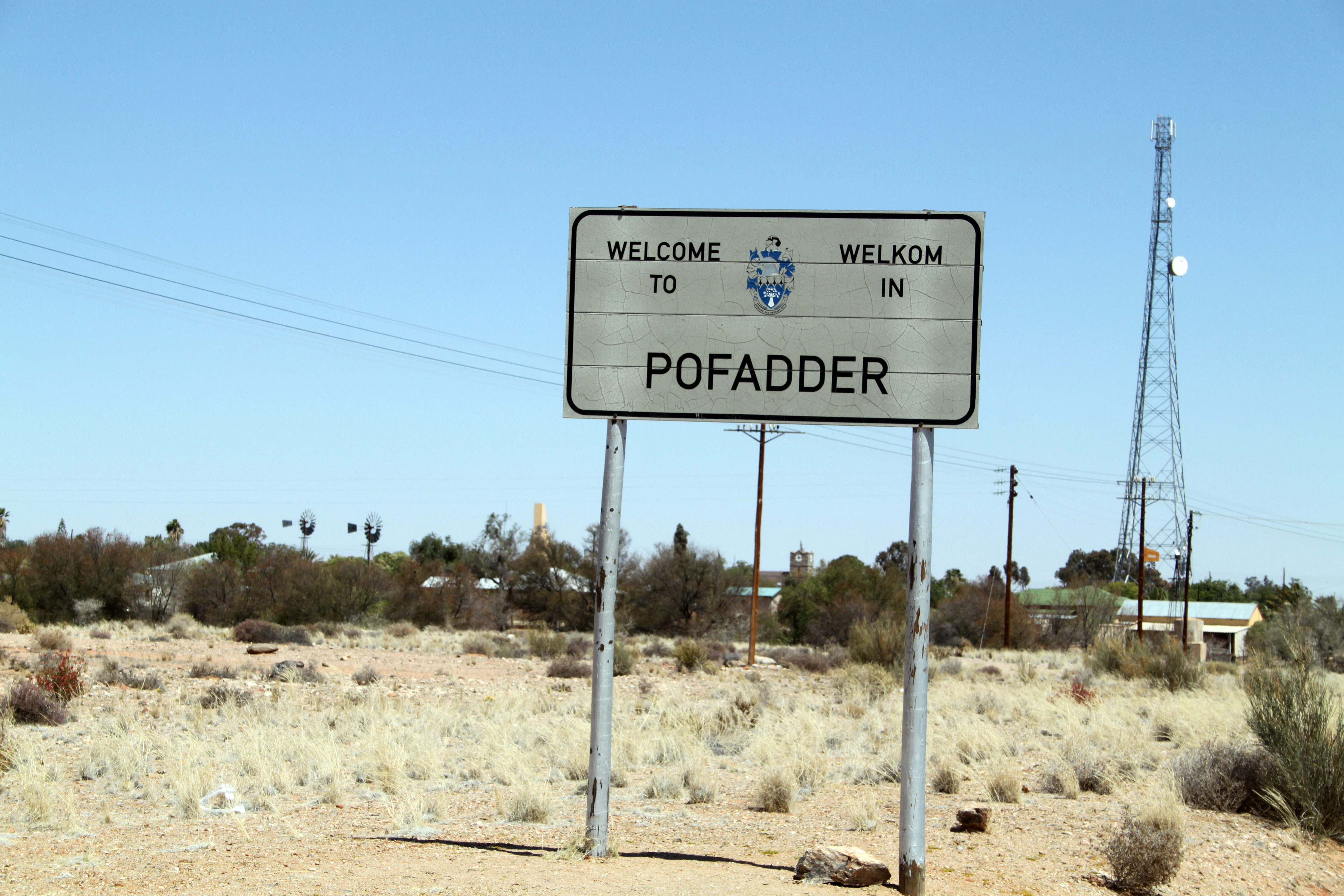
波法德爾

波法德爾是南非的城鎮，位於該國西北部，由北開普省負責管轄，始建於1875年，面積160平方公里，海拔高度1,050米，2001年人口2,923，人口密度每平方公里18人。